# Vijay Vazirani
Pour les articles homonymes, voir Vazirani.
Vijay Virkumar Vazirani (hindi : विजय वीरकुमार वज़ीरानी) est un chercheur et professeur en informatique indien. Il travaille actuellement à Georgia Tech. Il est connu pour son travail en algorithmique et en théorie de la complexité, ainsi que pour ses travaux pédagogique, notamment son livre sur les algorithmes d'approximation (Vazirani 2001).

## Biographie
Vijay Vazirani est né en 1957. Il a reçu son baccalauréat universitaire au MIT puis a fait sa thèse à l'université de Californie à Berkeley sous la direction de Manuel Blum.
Son frère Umesh Vazirani est aussi un enseignant-chercheur en informatique théorique.

## Travaux
Il a travaillé en algorithmique, notamment sur les algorithmes d'approximation et la théorie algorithmique des jeux.

## Prix et distinctions
Il est lauréat en 2022 du prix de théorie John-von-Neumann décerné par l'Institute for Operations Research and the Management Sciences (INFORMS).